# Bernardino Graña Villar
Bernardino Graña Villar   (Cangas, 27 de setembre de 1932 - Nigrán, 18 de gener de 2025) va ser un escriptor gallec. Des de jove va formar part del Consell de Redacció de la revista poètica Alba. Va participar també com articulista a La Noche i Faro de Vigo, a més de col·laborar com assagista en altres publicacions. En 1958 va participar en la creació del grup literari Brais Pinto a Madrid i va ser impulsor i primer president de l'Associació d'Escriptors en Llengua Gallega (AELG). En 2006 va obtenir o Premi Eixo Atlàntic de narrativa gallega i portuguesa per la seva primera novel·la, Protoevanxeo do neto de Herodes. Tota la seva obra està escrita en gallec.

## Obra publicada

### Poesia
- Poema do home que quixo vivir (1958)
- Profecía do mar (1966)
- Non vexo Vigo nin Cangas (1975)
- Se o noso amor e os peixes... (1980)
- Sima-Cima do voar tolo (1984)
- Himno verde (1992)
- Sen sombra e sen amor (2004)

### Teatre
- Vinte mil pesos crime (1962)
- Sinfarín contra don Perfeuto (1975)
- Os burros que comen ouro nunca cabalos serán (1992).

### Narrativa juvenil
- Fins do mundo (1974)
- O león e o paxaro rebelde (1991)
- Planeta dos ratos tolos (1990)
- Xan Guindán, capitán (1991)
- Oso mimoso (1992)
- Namoro de lobo Pipo na escola de don Perico (1992)
- O gaiteiro e o Rato Pérez (1994, premio Merlín)
- Xan Guindán, mensaxeiro (1994)
- Cristo e San Pedro, peregrinos (1994)
- Rata linda de Compostela (1994)
- O lobo e o grilo (1995)
- Contra o león covarde (1995)
- Xan Guindán e os Salvaxes (1995)
- Xan Guindán mensaxeiro (1997)
- O quirico lambón (Xerais 1997)

### Narrativa
- Protoevanxeo do Neto de Herodes (2006) Premio Eixo Atlántico